# Tre versioni di Giuda
Tre versioni di Giuda (titolo originale in spagnolo: Tres versiones de Judas) è un racconto dello scrittore e poeta  argentino Jorge Luis Borges incluso nell'antologia Ficciones pubblicata nel 1944. 
Come altre storie di Borges, lo scritto presenta lo stile erudito di uno studioso antiquario. Riporta tre note e cita diversi personaggi, alcuni dei quali reali (come Antônio Conselheiro), altri derivanti da personaggi reali ma dotati di attributi immaginari (è il caso di Maurice Abramowicz, compagno di classe dello scrittore, in seguito deputato del Partito Comunista Svizzero, che assume i tratti di un religioso e filosofo francese), altri completamente inventati (come Jaromir Hladík).